# Giovanni Michele Saraceni
Giovanni Michele Saraceni (Nápoles, 1º de dezembro de 1498 - Roma, 27 de abril de 1568) foi um cardeal italiano do século XVII.

## Biografia
Saraceni nasceu em uma família nobre, conhecida pela denominação Garifalca. Seu sobrenome também está listado como Sarraceno. Parente do Cardeal Fabio Mignanelli (1551).
Sobre seus estudos, se diz "... potè ne'gravi studi far lieti progressi..." (fez progressos agradáveis em seus estudos importantes). Arcipreste de Torella..
Eleito arcebispo de Acerenza e Matera. Consagrado em 23 de março de 1536, na capela do consagrador, em Roma, pelo cardeal Antonio Sanseverino, auxiliado por Lorenzo Santarelli, bispo de Pult, e por Giacomo Poncetti, bispo de Molfetta. Participou do Concílio de Trento, 1546-1549. Nomeado pelo Sagrado Colégio dos Cardeais administrador da cidade de Roma para a duração da sede vacante, 11 de novembro de 1549; confirmado em seu cargo pelo Papa Júlio III, 29 de dezembro de 1550. Nomeado vice-camerlengo da Igreja, 9 de outubro de 1551..
Criado cardeal-presbítero no consistório de 20 de novembro de 1551; recebeu o barrete vermelho e o título de S. Maria in Aracoeli, 4 de dezembro de 1551. Abade comendatário de Banzi, 1553. Participou dos conclaves de abril de 1555, que elegeu o Papa Marcelo II, e de maio de 1555, que elegeu o Papa Paulo IV. Optou pelo título de S. Anastasia, 24 de março de 1557. Participou do conclave de 1559, que elegeu o Papa Pio IV; deixou o conclave no início de 25 de dezembro de 1559, antes da votação final ser realizada; ele sabia que o cardeal Giovanni Angelo de' Medici seria eleito dentro de poucas horas e pensou que o seu voto não era necessário para o resultado.
Administrador da diocese de Lecce, 13 de setembro de 1560; renunciou ao cargo em 29 de novembro de 1560, em favor de seu sobrinho Annibale Saraceni. Encarregado da revisão dos atos do Concílio de Trento. Membro da Suprema Sagrada Congregação do Santo Ofício. Juntamente com os Cardeais Giovanni Battista Cicala e Gianbernardino Scotti, Theat., encarregados de resolver a disputa entre os Cônegos Regulares Lateranenses e os Monges Beneditinos de Monte Cassino; a decisão favoreceu o primeiro. Um dos membros da comissão de oito cardeais que discutiu e examinou a causa contra o cardeal Carlo Carafa. Camerlengo do Sagrado Colégio dos Cardeais, de 9 de janeiro de 1562 a 30 de janeiro de 1563. Optou pelo título de S. Agata alla Suburra, diaconia atribuída como título, em 7 de fevereiro de 1565, e em 7 de novembro do mesmo ano, pelo título de S. Maria in Trastevere. Participou do conclave de 1565-1566, que elegeu o Papa Pio V. Promovido a ordem dos bispos e a sé suburbana de Sabina, 7 de outubro de 1566.
Cardeal Saraceni morreu em Roma em 27 de abril de 1568. Enterrado sob o pavimento da igreja de S. Maria sopra Minerva. Posteriormente, seus restos mortais foram transferidos para a igreja de S. Maria a Formello, em Nápoles, e sepultados no túmulo de sua família..